# 風塵淚
《風塵淚》為香港麗的電視的一齣電視劇集，在1980年9月1日首播，是麗的電視在1980年9月「千帆並舉展繽紛」攻勢同日首播的三線劇集之一，另外兩線劇集為《大地恩情》及《驟雨中的陽光》。本劇以唐朝末年牛李黨爭作為背景，主線是富家公子與青樓女子的愛情故事，由朱江、恬妮、劉松仁及方珍妮主演。
這是朱江在麗的電視首部電視劇，但首播時收視並不理想。此外本劇也是劉松仁重返麗的電視首作，但劇集播出後，不少人認為劉松仁在劇中飾演樂師葉盛蘭一角，未能將他的演技完全發揮。

## 演員表
- 朱江 飾 李逸
- 恬妮 飾 玄姬
- 劉松仁 飾 葉盛蘭
- 方珍妮 飾 莫愁
- 阮佩珍 飾 柳妮妮
- 王琛 飾 江大
- 莫少聰 飾 吳世凡
- 良鳴 飾 柳清平
- 文千歲 飾 牛俊男
- 劉一帆 飾 甘吉發
- 梁天 飾 李德裕
- 譚一清 飾 牛僧孺
- 朱德惠 飾 賴三
- 梁樹培 飾 賴四
- 伍永森 飾 鄧少聞
- 邵音音 飾 鄧大媽
- 周俊明 飾 袁公子
- 李達威 飾 區公子